# Jacob De Witt
Jacob De Witt (17 septembre 1785 – 23 mars 1859) est un homme d'affaires et homme politique canadien.  
Il est né à Windham au Connecticut en 1785. D'origine néerlanddaise, il est venu à Montréal avec sa famille autour de 1802. Il a mis en place un commerce de quincaillerie avec un partenaire en 1814 et a ouvert sa propre entreprise trois ans plus tard. Il possédait un Bateau à vapeur qui transportait des marchandises sur le Fleuve Saint-Laurent, et il était propriétaire d'une terre et d'une scierie à Comté de Beauharnois. 
De Witt fut élu pour représenter Beauharnois à l'Assemblée du Bas-Canada et à nouveau en 1834. Bien qu'il appuie le parti patriote et vote pour les Quatre-vingt-douze résolutions, il n'a pas pris une part active dans la rébellion de 1837. Il était un membre fondateur de la Banque du Canada et un des fondateurs de la Banque du Peuple à Montréal. 
De Witt est élu pour représenter le Comté de Leinster lors d'une élection partielle de 1842. Il fut réélu en 1844. Il fut élu à Beauharnois en 1848 et à Châteauguay en 1854. Il aida à organiser et a servi comme président de la convention de mandat anti-seigneurial et signa l'Association pour l'annexion. De Witt a aidé à établir le chemin de fer Montréal et Bytown et a été le fondateur et directeur de la Banque d'épargne de Montréal. Il mourut à Montréal en 1859.